# Бритиш Куин
«Бритиш Куин» (англ. SS British Queen, с англ. — «британская королева») — британский пассажирский лайнер, второй в истории пароход, совершивший трансатлантический переход из Англии в Северную Америку. Принят в эксплуатацию в 1839 году. С 1839 по 1840 год являлся самым большим пассажирским судном в мире. Назван в честь королевы Виктории, принадлежал British and American Steam Navigation Company. «Бритиш Куин» мог стать первым пароходом, пересекшим Атлантический океан, если бы строительство не задержалось на 18 месяцев из-за ликвидации фирмы, первоначально получившей контракт на изготовление двигательной установки.
Как самый большой корабль в мире, «Бритиш Куин» был просторнее и удобнее своих современников. Хотя пароходу не удалось ни разу взять голубую ленту, он не уступал в скорости «Грейт Вестерн» на западном направлении до 1840 года и проигрывал менее чем пол-узла на восточном направлении.
По завершении девяти рейсов туда и обратно в 1841 году «Бритиш Куин» был поставлен на прикол из-за банкротства British and American Steam Navigation Company, связанного с потерей парохода «Президент» со всеми находившимися на борту. Затем судно было продано бельгийскому правительству для обслуживания маршрута Антверпен — Каус — Нью-Йорк, первый рейс по которому состоялся в 1842 году. Однако маршрут не принёс прибыли, и после трёх рейсов туда и обратно судно снова оказалось на приколе. Не найдя пароходу нового применения, в 1844 году владельцы отдали его на слом.

## Описание
British and American Steam Navigation Company планировала создать флот из четырёх судов 1200 регистровых тонн брутто каждый для работы на линии Лондон — Нью-Йорк с отправлением каждые две недели в каждом направлении. Однако после того как стало известно, что конкурирующая компания Great Western Steamship Company заказала судно 1350 регистровых тонн, проектный размер был увеличен до 1850 регистровых тонн брутто. созданный по проекту Макгрегора Лэрда, пароход предназначался для 207 пассажиров, что превосходило вместимость «Грейт Вестерн» в 148 пассажиров. Салон «Бритиш Куин» имел ширину 9 м, что было почти на 3 м больше чем у «Грейт Вестерн».
Лэрд заключил контракт на постройку корпуса с лондонской компанией Curling and Young и намеревался нанять шотландского инженера Роберта Напьера для изготовления двигательной установки. Однако предложение Напьера в 20 000 фунтов стерлингов было сочтено слишком высоким, так как другой шотландский производитель паровых машин, Клод Гирдвуд, предложил более низкую цену. К сожалению, фирма Гирдвуда разорилась до завершения работы, и в результате заказ вернулся к Напьеру. Смена подрядчика стоила British and American Steam Navigation Company задержки в критические 18 месяцев, в то время как работа над «Грейт Вестерн» велась без перерывов.
Первоначально первый лайнер British and American Steam Navigation Company должен был называться «Роял Виктория» (англ. Royal Victoria) в честь принцессы Виктории, но после спуска корабля на воду 24 мая 1838 года название было изменено на «Бритиш Куин», поскольку принцесса Виктория только что взошла на трон. Когда новое судно отбуксировали в Шотландию для установки двигателя, выяснилось, что его корпус недостаточно прочен, и компания Napier установила дополнительные распорки.

## История эксплуатации
«Бритиш Куин» вышла в первый рейс из Лондона в Нью-Йорк 11 июля 1839 года с остановкой в Портсмуте перед выходом в Атлантический океан. Все места на пароходе были выкуплены, в том числе на борту находился Сэмюэл Кунард, владелец только что созданной трансатлантической почтовой службы, впоследствии ставшей Cunard Line. "Бритиш Куин прибыл в Нью-Йорк через 15 с половиной дней. 1 августа пароход покинул Нью-Йорк, выйдя в рейс всего час спустя после «Грейт Вестерн». Он прибыл в Портсмут 15 августа. Оба корабля проходили примерно одинаковое количество миль каждый день, прежде чем «Грейт Вестерн» бросил якорь в Эйвонмауте. «Бритиш Куин» совершил ещё два рейса туда и обратно в 1839 году и пять в 1840 году. Капитан утверждал, что рейс в западном направлении в мае 1840 года продолжительностью 13 дней 11 часов был лучше, чем рекорд, установленный «Грейт Вестерн», но результат не был признан, так как был измерен между передачей управления лоцманам, а не между поднятием и отдачей якоря. В течение трёх лет с 1838 по 1840 год и «Бритиш Куин», и «Грейт Вестерн» достигали средней скорости 7,95 узлов (15 км/ч) в западном направлении. Средние значения в восточном направлении составляли 9,55 узлов (18 км/ч) для «Грейт Вестерн» и 9,1 узла (17 км/ч) для «Бритиш Куин». В отчёте британскому правительству был сделан вывод, что «Бритиш Куин» была быстрой при умеренном ветре.
Во время ремонта парохода после сезона 1840 года оперённые лопасти гребных колёс были заменены на обычные, чтобы избежать судебных разбирательств с патентообладателем. Во время первого рейса 1841 года левое гребное колесо вышло из строя на шестой день, прикрепленные к лопастям поплавки оторвались один за другим. Экипаж занимался ремонтом, когда судно застиг шторм. На 20-й день «Бритиш Куин» добрался до Галифакса вместо Нью-Йорка. Обратный рейс парохода закончился в Ливерпуле, который с этого момента становился конечным пунктом назначения в Великобритании. Однако по прибытии судно было оставлено на приколе, так как British and American Steam Navigation Company обанкротилась из-за потери парохода «Президент».
В августе 1841 года «Бритиш Куин» была продана бельгийскому правительству. Судно было поставлено на маршрут Антверпен — Каус — Нью-Йорк и отправилось в первый рейс в мае 1842 года. В знак уважения к королеве Виктории бельгийцы сохранили имя парохода и оставили на службе британских офицеров и инженеров. Стоимость билета составляла 21 фунт стерлингов без учета дополнительных расходов на питание. Маршрут не снискал популярности, на борт ни разу не поднималось более 50 пассажиров. Скорость оставалась низкой, и на преодоление расстояния от Кауса до Нью-Йорка в третьем и последнем рейсе судну потребовалось 26 дней из-за вынужденной дозаправки на Азорских островах. По возвращении «Бритиш Куин» оставалась в Антверпене в течение следующих двух лет, прежде чем пароход отправили на слом.